# Middenhoek
Middenhoek of Middelhoek is een buitenplaats langs de rivier de Vecht bij het Nederlandse dorp Nieuwersluis.
De buitenplaats is uiterlijk in 1719 ontstaan. In vroegere eeuwen was het hoofdgebouw op het zuiden georiënteerd. Na een brand in 1956 die het landhuis verwoestte, is in 1970 een nieuw woonhuis gebouwd. Tot Middenhoek behoren of behoorden onder meer een park/tuin, een hekwerk met pijlers en een nabijgelegen boerderij.
Een van de eigenaren van Middenhoek was Anthony Bierens.